# Fatou (prénom)
Pour les articles homonymes, voir Fatou.
Fatou est un prénom féminin d'Afrique subsaharienne, raccourci fréquent de Fatoumata ou Fatimata. 
Il est l'équivalent de l'arabe Fatima, prénom de la dernière fille de Mahomet et Khadija.
Au Sénégal, où ce prénom est courant, il a longtemps été employé comme nom commun, surtout parmi les résidents européens, pour désigner une domestique : « la fatou ». Cet emploi est considéré comme oral, vieilli et familier.